# Тиников, Николай Егорович
Тиников, Николай Егорович (12 июля 1926 — 14 июня 1995) — хакасский поэт и прозаик. Заслуженный работник культуры Хакасии.

## Биография
Николай Тиников родился в улусе Аар Паар (ныне Аскизский район Хакасии) в крестьянской семье 12 июля 1926 года. Рано стал сиротой. С 1947 года учился в педагогическом училище в Абакане, по окончании которого стал учителем в начальной школе. С 1957 года учился в Абаканском педагогическом институте. Позднее вновь работал учителем, а также был редактором Хакасского книжного издательства. Скончался 14 июня 1995 года.

## Творчество
Впервые поэтические произведения Тиникова были опубликованы в 1947 году. Его перу принадлежат сборник стихов «Хозяин Земли», а также сборники поэм «Пой, хайджи!», «На рассвете», «Незабываемые дни». Для детей Тиниковым был написан сборник «Маленьким друзьям». Основной мотив произведений Николая Егоровича — красота природы, родной земли.
Основным прозаическим произведением Тиникова является повесть с элементами автобиографии «Песни Кавриса». В ней рассказывается о хакасском мальчике-сироте, который стал дирижёром симфонического оркестра. Также его перу принадлежит повесть «Первый хлеб» (Пастағы халас).